# Mortolgos
Mortolgos é uma pequena aldeia localizada no concelho de Castro Daire, pertencendo esta ao Distrito de Viseu. Mortolgos localiza-se a cerca de 3 km à noroeste de Castro Daire e faz parte da zona rural do concelho, não existindo nesta nenhum tipo de meio comercial.